# Marguerite Renoir
Marguerite Renoir, geboren als Marguerite Houllé (* 22. Juli 1906 in Paris; † 12. Juli 1987 in Vigneux-sur-Seine), war eine französische Filmeditorin, deren Wirken eng mit dem Schaffen Jean Renoirs verbunden war.

## Leben
Marguerite Houllé stieß bereits mit 15 Jahren zum Film und erhielt eine Rundumausbildung. Bei der Firma Pathé begann sie zunächst mit der Kolorierung von Filmen. Als sie 1927 den Schnitt zu Alberto Cavalcantis Stummfilm La P'tite Lili ausführte, lernte sie den Regisseur Jean Renoir kennen und lieben. Die beiden wurden zwar ein Paar, heirateten jedoch nie. Dennoch nahm Marguerite Houllé den Namen Renoir (quasi als Pseudonym) an und schnitt fortan all seine Filme bis ins Jahr 1939. In ihrer Funktion als Schnittmeisterin zeichnete sie damit auch für das Gelingen von Renoirs Meisterwerken Die große Illusion, Bestie Mensch und Die Spielregel mitverantwortlich. In Eine Landpartie überließ der Starregisseur ihr mit dem Part einer Kellnerin 1936 auch eine kleine Filmrolle.
1939 trennten sich beider Wege. Jean Renoir hatte sich zu diesem Zeitpunkt einer anderen Frau, der Brasilianerin Dido Freire, zugewandt und verließ nach dem Einmarsch der deutschen Wehrmacht in Frankreich seine Heimat, um in Hollywood Exil zu suchen. Marguerite Renoir behielt ihr Pseudonym bei und arbeitete nunmehr mit anderen Regisseuren zusammen, darunter regelmäßig (bis zu dessen Tod 1960) mit Jacques Becker, aber auch mit Jean Grémillon, Roberto Rossellini, Luis Buñuel, Raymond Rouleau, Jean-Luc Godard und zuletzt (von 1961 bis 1972) immer wieder mit Jean-Pierre Mocky. 1972 zog sich Marguerite Renoir aus dem Filmgeschäft ins Privatleben zurück.

## Filmografie (Auswahl)
- 1927: La P'tite Lili
- 1929: Le Bled
- 1931: On purge bébé
- 1931: Die Hündin (La Chienne)
- 1932: Chotard & Co. (Chotard et Cie)
- 1932: Boudu – aus den Wassern gerettet (Boudu sauvé des eaux)
- 1933: Madame Bovary
- 1934: Toni
- 1935: Das Verbrechen des Herrn Lange (Le Crime de Monsieur Lange)
- 1936: Eine Landpartie (Une partie de campagne) (auch Rolle)
- 1936: Das Leben gehört uns (La Vie est à nous)
- 1936: Nachtasyl (Les Bas-fonds)
- 1937: Weiße Fracht für Rio (Cargaison blanche)
- 1937: Die große Illusion (La grande illusion)
- 1938: Die Marseillaise (La Marseillaise)
- 1938: Bestie Mensch (La Bête Humaine)
- 1939: Die Spielregel (La Règle du jeu)
- 1940: L’Or du Cristobal (beendet von Jean Stelli)
- 1942: Der letzte Trumpf (Dernier atout)
- 1943: Eine fatale Familie (Goupie, mains rouges)
- 1943: Le Colonel Chabert
- 1945: Falbalas – Sein letztes Modell (Falbalas)
- 1946: La rose de la mer
- 1947: Zwei in Paris (Antoine et Antoinette)
- 1948: Amore
- 1949: Jugend von heute (Rendez-vous de juillet)
- 1951: Edouard und Caroline (Edouard et Caroline)
- 1952: Goldhelm (Casque d’or)
- 1952: Liebe im Kreise (Rue de l’estrapade)
- 1953: Wenn es Nacht wird in Paris (Touchez pas au Grisbi)
- 1954: Ali Baba (Ali Baba et les quarante voleurs)
- 1956: Morgenröte (Cela s'appelle l'aurore)
- 1956: Pesthauch des Dschungels (La mort en ce jardin)
- 1956: Die Hexen von Salem (Les sorcières de Salem)
- 1958: Montparnasse 19 (Les Amants de Montparnasse)
- 1960: Das Loch (Le trou)
- 1962: Snobs (Snobs!)
- 1963: Den Seinen gibt's der Herr… (Un drôle de paroissien)
- 1964: Angst in der Stadt (La grande frousse)
- 1965: Masculin – Feminin oder: Die Kinder von Marx und Coca-Cola (Masculin féminin)
- 1966: Die Freunde der Margerite (Les compagnons de la marguerite)
- 1968: Die große Aktion (La grande lessive)
- 1969: Eine Stadt zittert vor Solo (Solo)
- 1970: L‘étalon
- 1972: Chut!